# 北京体育大学
40°01′48″N 116°19′09″E / 40.0299048°N 116.3192935°E

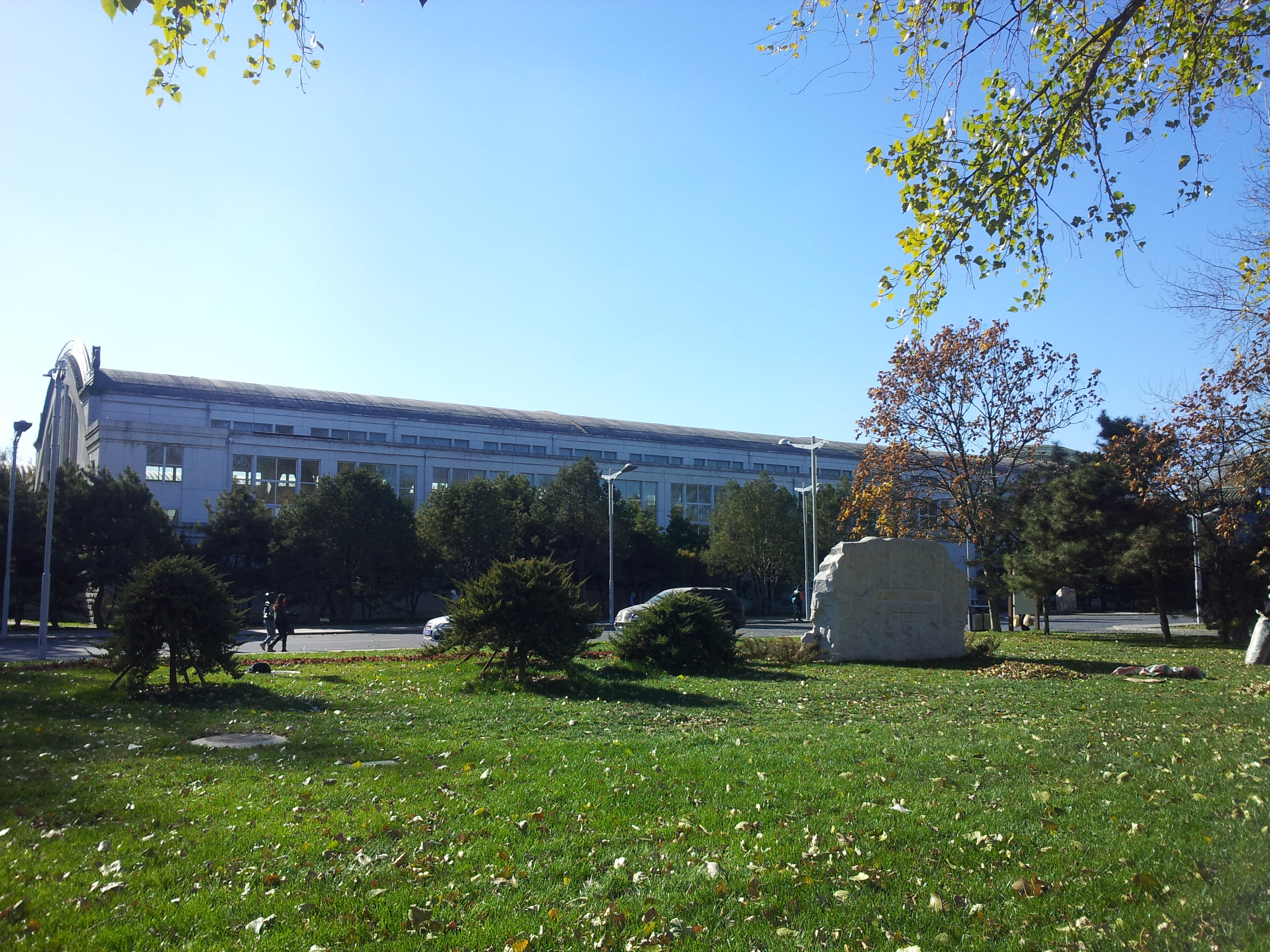
北京体育大学

北京体育大学是位于中華人民共和國北京市的一所公立體育大学，主管部门为国家体育总局，为国家重点大学。学校位于海淀区信息路，毗邻圆明园遗址公园，占地面积75.5万平方米，建筑面积约45万平方米。
北京体育大学专精于竞技体育，截至2015年，已培養奧運，世界錦標賽冠軍運動員及教練312人，其中奧運冠軍73人。2015年，北京体育大学創辦殘奧冠軍班，招收優秀殘障運動員。
截至2024年4月，据学校官网信息显示：现北京体育大学共拥有室内外训练场馆近100个；设有25个二级教学单位、22个党政职能部门、2个群团组织单位、3个科研平台单位、9个教辅及其他单位；开办39个本科专业，拥有7个一级学科硕士学位授予点、6个硕士专业学位授权点；有各级各类在校学生13000余名，其中本科生9800余名，研究生3500余名；学校已与全球52个国家和地区的159所国（境）外高等院校建立了校际关系，为106个国家培养了留学生15000余名。

## 形象标识

### 校徽
现行校徽于2002年启用。主体是一个艺术形式的“S”，是单词Sport的简写，飞舞的跑道和红色象征着青春的活力。

### 校名
初始校名为“中央体育学院”，1956年更名“北京体育学院”，1993年更名“北京体育大学”。
现用中文校名为北京体育大学1959级校友、书法家杨再春所题。
曾用英文校名"Beijing University of Physical Education"，2002年更为"Beijing Sport University"。

### 校训
追求卓越

### 校训精神
文明其精神，野蛮其体魄（毛泽东，《体育之研究》，《新青年》第三卷2号）

### 校庆
11月1日

## 历史沿革

### 建校初期
1952年，中华人民共和国教育部遵照国家政务院关于“以培养工业建设人才和学校师资为重点，发展专门学校，整顿和加强综合大学”的指示精神，决定创办中央体育学院。同年7月，在北京先农坛体育场成立中央体育学院筹备处。徐英超教授任筹备处主任。直属教育部领导，中华全国体育总会业务指导。
1952年11月，国家体委成立，中央体育学院筹备处在国家体委领导下开展工作。
1953年8月，高等教育部、教育部、财政部、国家体委联合通知，确定“以北京师范大学体育系为基础在北京成立中央体育学院”。
1953年9月，中央派钟师统任院长。学校归国家体委直接领导。
1956年3月，学校更名北京体育学院。

### 文革时期
1966年6月11日，北京新市委派国家体委工作组进驻该院。并成立“北京体育学院革命委员会”。自此，学院进入了动乱时期。
1967年3月，造反派夺取该院党、政、财、文大权宣布成立“院革命委员会”。自此，该院全面陷入瘫痪，教学、训练、科研和招生等工作均告中断。
1968年8月，工人、解放军毛泽东思想宣传队进驻该院，实行领导。
1970年，国务院和中央军委下达通知，责成该院举办青训大队，为国家培养优秀青年运动员。
1972年2月28日，国家体委军管会撤销，该院归国家体委和北京市双重领导。
1973年6月，经北京市委批准，成立中共北京体育学院核心组，恢复党对学校的领导。
1974年12月16日，国务院同意将原来由国家体委领导的北京体育学院，改由国家体委和北京市双重领导。

### 改革开放
1979年9月18日，中共中央批转教育部党组《关于加强高等学校统一领导，分散管理的决定的报告》，该院又列为全国重点高等学校，隶属教育部和国家体委领导，以国家体委为主。
1993年12月11日，经国家教委批准，正式更名为北京体育大学。
1995年9月，根据国家体委体人字（1995）356号文件，撤销“国家体委干部培训中心”将其职能划归北京体育大学；成立“国家体委干部培训中心”，由北京体育大学管理。撤销北京体育大学管理系，成立“北京体育大学管理学院”。管理学院与培训中心为一套机构，对外挂两块牌子。
2004年底，学校经国家体育总局批准对部分机构和职能进行了调整，中层干部聘任工作启动，并于2005年初完成聘任工作。
2016年6月28日，北京体育大学马克思主义学院成立。
2017年9月，入围首批“双一流”世界一流学科建设高校名单。
2018年2月25日，北体师生在平昌冬奥会闭幕式主办国交接仪式精彩展现“北京八分钟”文艺表演。
2018年11月，北京体育大学入选首批北京2022年冬奥会和冬残奥会培训基地。 
2019年6月18日，中国共产党中央委员会总书记习近平给北京体育大学2016级研究生冠军班全体学生回信，对他们提出勉励和期望，并向北体大全体师生和正积极备战奥运等赛事的运动员、教练员致以诚挚问候。
2019年10月1日，庆祝中华人民共和国成立70周年，北体人接受祖国检阅，参加情境式行进“青春万岁”，悬挂大红灯笼任务，圆梦奥运、体育强国、祖国万岁彩车游行。
2019年12月19日，北京体育大学海南国际学院办学全面启动。
2020年4月13日，学校与海南省教育厅、陵水县人民政府签署陵水黎安国际教育创新试验区入驻协议，国际合作办学迈入新阶段。
2024年8月，在新任党委书记樊战备的主导下，学校开展新一轮院系调整，院系结构实现精简；同步推进中国奥林匹克学院、国家体育总局教练员学院的实体化建设。

## 校区分布
北京体育大学现有三个校区，另有其他校区处于筹备或建设中。

### 本部
校本部位于北京市海淀区信息路48号，承担学校主要科研、教学工作和国家体育总局部分集训工作。

### 秦皇岛校区
秦皇岛校区位于河北省秦皇岛市海港区文体路5号，为国家体育总局秦皇岛训练基地（中国足球学校），2017年加挂北京体育大学秦皇岛校区牌子。目前该校区仅有中国足球运动学院进驻。

### 海南国际学院
海南国际学院（另称海南校区）位于海南省陵水黎安国际教育创新试验区，2021年9月实际投入使用。现主体为北京体育大学阿尔伯塔国际休闲体育与旅游学院，2023年起招收本科生。

### 建设（规划）中校区
北京体育大学航空学院：河南省安阳市
北京体育大学中国雪上运动学院：河北省涞源县白石山镇
北京体育大学雄安校区：河北省雄安新区

## 行政管理

### 历任校长和党委书记列表
| 校长   | 就任日期 | 卸任日期 | 备注 |
| ------ | -------- | -------- | --- |
| 钟师统 | 1953.9   | 1982.8   | 1953.9－1956.3：中央体育学院院长；1956.3－1982.8：北京体育学院院长 1957.2－1982.8兼任党委书记 中央体育学院/北京体育学院首任院长                                        |
| 马启伟 | 1982.8   | 1985.9   | |
| 杨福鹿 | 1985.9   | 1992.6   | |
| 王世安 | 1992.6   | 1995.7   | 1992.6－1993.12：北京体育学院院长；1993.12－1995.7：北京体育大学校长 1992.6－1993.7, 1994.1－1995.7兼任党委副书记；1993.7－1994.1兼任代理党委书记； 任内北体升格为大学 |
| 金季春 | 1995.7   | 2001.6   | 兼任党委书记 |
| 史康成 | 2001.3   | 2002.9   | 2001.12－2002.9兼任党委副书记 |
| 杨桦   | 2002.9   | 2015.6   | 2004.3－2015.6兼任党委书记 |
| 池建   | 2015.6   | 2018.6   | 兼任党委副书记 |
| 曹卫东 | 2018.6   | 2021.12  | 兼任党委书记 |
| 张剑   | 2021.12  | 现任     | 兼任党委副书记 |

| 姓名   | 就任时间        |
| ------ | --------------- |
| 钟师统 | 1982.8－1993.12 |

| 姓名   | 职务           | 就任日期         | 备注                                                                                             |
| ------ | -------------- | ---------------- | ------------------------------------------------------------------------------------------------ |
| 徐英超 | 临时党支部书记 | 1952.7－1953.10  | 1953.9－1953.10兼任副院长                                                                        |
| 李东敏 | 院党支部书记   | 1953.10－1955.11 |                                                                                                  |
| 赵斌   | 院党总支书记   | 1955.11－1957.2  | 兼任副院长                                                                                       |
| 钟师统 | 党委书记       | 1957.2－1983.10  | 1957.2－1982.8兼任院长                                                                           |
| 赵斌   | 党委书记       | 1979.9－1983.10  | 1979.9－1982.8兼任副院长                                                                         |
| 梅振耀 | 党委书记       | 1983.10－1985.9  | 1983.10－1983.11兼任副院长                                                                       |
| 王世安 | 党委书记       | 1985.9－1990.8   |                                                                                                  |
| 尹维祖 | 党委书记       | 1990.8－1993.7   |                                                                                                  |
| 王世安 | 代理党委书记   | 1993.7－1994.1   | 兼任院长/校长                                                                                    |
| 金季春 | 党委书记       | 1994.1－2001.6   | 1995.7－2001.6兼任校长                                                                           |
| 张万增 | 党委书记       | 2001.6－2004.3   |                                                                                                  |
| 杨桦   | 党委书记       | 2004.3－2017.3   | 2004.3－2015.6兼任校长                                                                           |
| 曹卫东 | 党委书记       | 2017.4－2024.3   | 2018.6－2021.12兼任校长；2024年3月15日，因涉嫌严重违纪违法，接受中央纪委国家监委调查，旋即卸任。 |
| 樊战备 | 党委书记       | 2024.3－现任     |                                                                                                  |

### 隶属关系沿革
| 时间                 | 隶属关系沿革                                                         |
| -------------------- | -------------------------------------------------------------------- |
| 1952年7月            | 中央体育学院筹备处成立，直属教育部领导，中华全国体育总会业务指导；   |
| 1952年下半年－1966年 | 学校归国家体委直接领导；                                             |
| 1966－1978年         | 学校由国家体委军管会领导，其机构撤消后，归国家体委和北京市双重领导； |
| 1979年－今           | 隶属国家体育总局（原国家体委）领导，党的关系隶属中共北京市委。       |

## 院系设置
北京体育大学现设有四个学部。此外，中共国家体育总局党校、国家体育总局干部培训中心、国家体育总局教练员学院、中国奥林匹克学院设在该校。学部院系设置如下：

### 奥林匹克运动学部
- 竞技体育学院
- 中国足球运动学院（中国橄榄球运动学院）（中国足球教练员学院）
- 中国篮球运动学院
- 中国排球运动学院
- 中国田径运动学院
- 中国游泳运动学院
- 中国冰雪运动学院
- 附属竞技体育学校（中专）

### 体育与健康学部
- 教育学院（体育师范学院）
- 心理学院
- 运动人体科学学院
- 运动医学与康复学院
- 中国武术学院（中华民族传统体育研究院）
- 体能训练学院（军民融合体能训练学院）
- 体育休闲与旅游学院

### 人文社科学部
- 马克思主义学院
- 管理学院
- 新闻与传播学院
- 艺术学院
- 继续教育学院（冬奥培训学院）
- 国际教育与交流学院[12]
- 人文学院

### 体育工程学部
- 体育工程学院（中国体育大数据中心）

### 海南国际学院
- 阿尔伯塔国际休闲体育与旅游学院（与加拿大阿尔伯塔大学合办）[13]

## 其他附属机构
- 北京体育大学附属中学（北京市第二十中学加挂牌子）[14]
- 北京市海淀区恩济里体大幼儿园[15]

## 曾经存在的相关单位

### 二级学院
- 中国马术运动学院：2017年5月设立[16]，原称马术运动学院，2022年3月撤销[17]。
- 中国极限运动学院：2017年5月设立[16]，原称极限运动学院。
- 国际体育组织学院（外国语学院）：2004年9月设立外语系，2017年升格为二级学院，2024年8月进行学科调整，原人文学院汉语国际教育本科专业并入，更名为国际教育与交流学院[12]。
- 中国冰上运动学院（中国冰球运动学院）：2018年设立中国冰球（冰壶）运动学院，2020年更名中国冰上运动学院（中国冰球运动学院），2021年实体化运行；2023年秋起，与中国雪上运动学院一体化运行，2024年8月撤销，两院合并为中国冰雪运动学院[18]。
- 中国雪上运动学院：2022年筹建；2023年秋起，与中国冰上运动学院一体化运行，2024年8月撤销，两院合并为中国冰雪运动学院[18]。
- 体育商学院：原管理学院体育经济与管理专业，2018年单独建院，2024年8月撤销，合并至管理学院。[19]

### 附属机构
- 北京体育大学附中[註 1]舞蹈教学区（中专；2002年成立，2009年转设为北京市文化艺术职业学校，2020年转设为中国煤矿文工团艺术学校北艺校区）

## 国际交流

### 亚洲
日本 早稻田大学

### 欧洲
俄羅斯 俄罗斯体育大学
 俄羅斯 圣彼得堡国立体育大学
 德国 德国科隆体育大学
 英国 拉夫堡大学
 英国 东伦敦大学
 英国 伍斯特大学
 英国 利兹大学
 義大利 博洛尼亚大学
 法國 尼斯大学
 法國 奥尔良大学
 爱尔兰 利默里克大学

### 北美洲
美国：
- 春田学院[22]
- 纽约州立大学柯特兰分院（英语：State University of New York at Cortland）
- 亚利桑那州立大学
- 南加利福尼亚大学
- 印第安纳大学
- 俄亥俄大学
- 威斯康星大学麦迪逊分校
- 德克萨斯大学圣安东尼奥分校（英语：University of Texas at San Antonio）
- 明尼苏达大学

 加拿大
- 不列颠哥伦比亚大学
- 韦仕敦大学（西安大略大学）
- 阿尔伯塔大学

### 大洋洲
维多利亚大学
  堪培拉大学